# 光程
光程（英语：Optical path length）是指在均匀介质中，光行径的几何路径的长度 {\displaystyle s} 与光在该介质中的折射率 {\displaystyle n} 的乘积，用 {\displaystyle \Delta } 表示，即：
{\displaystyle \Delta =ns}
两条光线光程的差值叫做光程差。光程的重要性在于确定光的相位，相位决定光的干涉和繞射行为。

## 相关计算
在均匀介质中，光程可认为是在相等时间内光在真空中的路程：
{\displaystyle \Delta =ns={\frac {c}{v}}s=ct}
当 {\displaystyle n=1}，即光在真空中传播时，光程为其几何路径的长度 {\displaystyle s}。
如果折射率沿光的路径有变化，则光程为
{\displaystyle \Delta =\int _{C}n(s)\,\mathrm {d} s,}
其中， {\displaystyle n(s)}为局域折射率，是光传播路程 {\displaystyle s} 的函数，{\displaystyle C} 为传播路径。

## 光程差
光程差是指光線在通過不同介質之後，兩段光線之間的差值。光程差與光的波長有着一定的關係。